# توم بيك (لاعب كرة قدم أمريكية)
توم بيك (بالإنجليزية: Tom Beck)‏ هو لاعب كرة قدم أمريكية أمريكي، ولد في 21 ديسمبر 1940 في شيكاغو في الولايات المتحدة.